# Outrospective
Outrospective è il terzo album del gruppo musicale inglese Faithless, pubblicato il 18 giugno 2001; l'album raggiunse la posizione n. 4 delle classifiche britanniche.
Nell'agosto 2002 l'album venne nuovamente pubblicato con il titolo Outrospective/Reperspective, con un CD bonus contenente le versioni remix dei brani.
L'immagine di copertina è stata scattata durante le manifestazioni studentesche del maggio 1968 in Francia.

## Tracce

### Outrospective
1. Donny X – 4:08
2. Not Enuff Love (con Steve Rowland) – 5:55
3. We Come 1 – 8:14
4. Crazy English Summer (con Zoë Johnston) – 2:49
5. Muhammad Ali (con Pauline Taylor) – 4:21
6. Machines R Us – 3:44
7. One Step Too Far (con Dido) – 5:22
8. Tarantula – 6:42
9. Giving Myself Away – 4:38
10. Code – 1:40
11. Evergreen (con Zoë Johnston) – 4:35
12. Liontamer (con Zoë Johnston) – 5:50

### Reperspective
1. One Step Too Far (Radio Edit) (con Dido) – 3:23
2. We Come 1 (Wookie Remix) – 3:24
3. Lotus – 7:04
4. Crazy English Summer (Brothers on High Remix) (con Zoë Johnston) – 7:07
5. Giving Myself Away (P*Nut Remix) – 3:56
6. Evergreen (Dusted Remix) (con Zoë Johnston) – 5:33
7. Not Enuff Love (Skinny Remix) (con Steve Rowland) – 4:49
8. Daimoku – 4:11
9. Liontamer (Ernest St. Laurent Remix) (con Zoë Johnston) – 6:16
10. We Come 1 (Dave Clarke Remix) – 6:07
11. God Is A Beckham (BBC World Cup Theme) – 5:27
12. Crazy English Summer (Hiver & Hammer Remix) (con Zoë Johnston) – 8:36